# Boreas uglowi
Boreas uglowi е вид десетоного от семейство Potamonautidae. Видът е уязвим и сериозно застрашен от изчезване.

## Разпространение
Разпространен е в Мадагаскар.